# Hendricus Petrus Bremmer

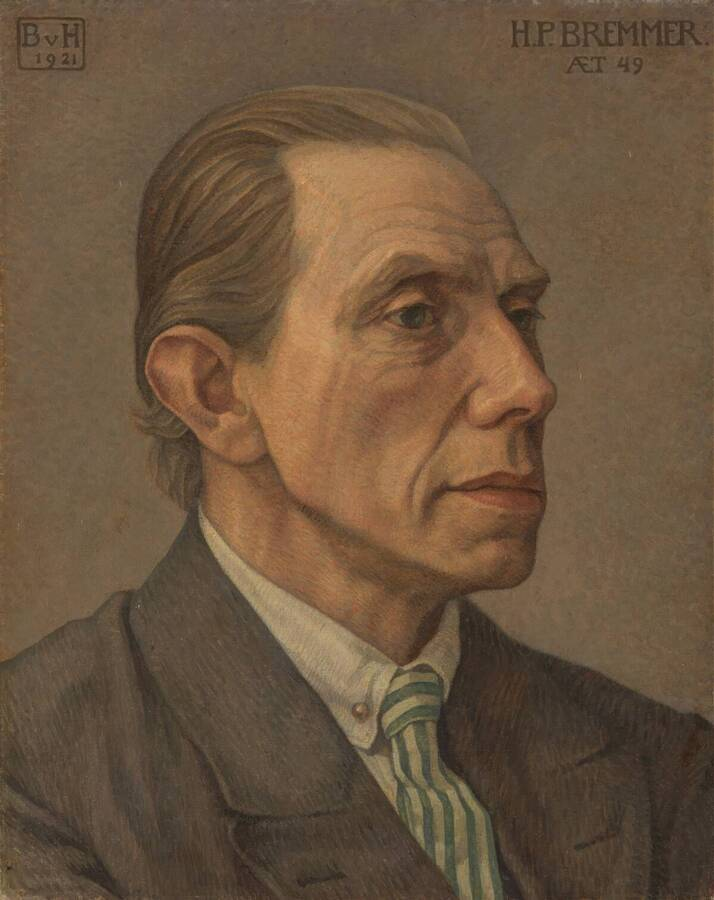
Bertha van Hasselt, Porträt aus dem Jahr 1921, Kröller-Müller-Museum

Hendricus Petrus (Henk) Bremmer (* 17. Mai 1871 in Leiden; † 10. Januar 1956 in Den Haag) war ein niederländischer Maler, wurde aber vor allem als Kunstkritiker, Kunstpädagoge, Sammler und Kunsthändler bekannt. Er war der Vater des Malers Rudolf Bremmer (1900–1993) und des Physikers Henk Bremmer (1904–1996).

## Leben
Bremmer wurde als Sohn des Gastwirts Willem Bremmer und der Cornelia Wilhelmina Dumortier geboren. Er wurde als Maler und Zeichner ausgebildet, arbeitete von 1893 bis 1895 als Kunstjournalist und begann 1896 seine Kunstkurse. In der Saison 1906–1907 war Helene Kröller-Müller eine seiner Schülerinnen. Sie begann bald, Kunst zu sammeln. Bremmer beriet sie bei der Zusammenstellung ihrer Sammlung – dem Grundstock des späteren Kröller-Müller-Museum – und begleitete sie auch auf Kaufreisen.
Bremmer hatte Kontakt zu vielen Künstlern. Im Jahr 1912 kam er in Kontakt mit Bart van der Leck. Über einen langen Zeitraum (1912–1945) engagierte er sich  für  Bart van der Leck als Patron. Die finanzielle Unterstützung bestand aus einem Tauschgeschäft: eine monatliche Zuwendung im Austausch für einen Teil der produzierten Arbeiten. Auch andere Künstler erhielten gelegentlich finanzielle Unterstützung durch Ankauf oder ein Stipendium.
Seine Ansichten hielt er erstmals in dem 1906 erschienenen Buch „Eene inleiding tot het zien van beeldende kunst“ (kurz: „Visuelle Kunst“) fest. Im Jahr 1913 wurde die Zeitschrift Beeldende kunst ins Leben gerufen, deren dreiundzwanzig Bände Bremmer im Alleingang füllte. Bremmer hatte in der ersten Hälfte des 20. Jahrhunderts so viel Einfluss auf die niederländische Kunstwelt, dass er manchmal als „Kunstpapst“ bezeichnet wurde. Charley Toorop malte 1936 ein Bild von Bremmer und seiner Frau inmitten ihrer Freunde. Im Jahr 1951 erhielt er die Ehrendoktorwürde der Universität Groningen.
1895 heiratete er A.M. Beekhuis (1866–1945). Das Paar zog noch im selben Jahr nach Den Haag. Seine Frau war in der „Vereeniging ter behartiging van de belangen der Vrouw“ aktiv, die sich unter anderem für das Frauenwahlrecht einsetzte. Das Ehepaar hatte vier Kinder.
Das Kröller-Müller Museum zeigte vom 14. Oktober 2006 bis zum 25. Februar 2007 eine Ausstellung über Bremmer mit dem Titel  De kunstpaus, H.P. Bremmer (Der Kunstpapst H.P. Bremmer).